# Clarice Benini

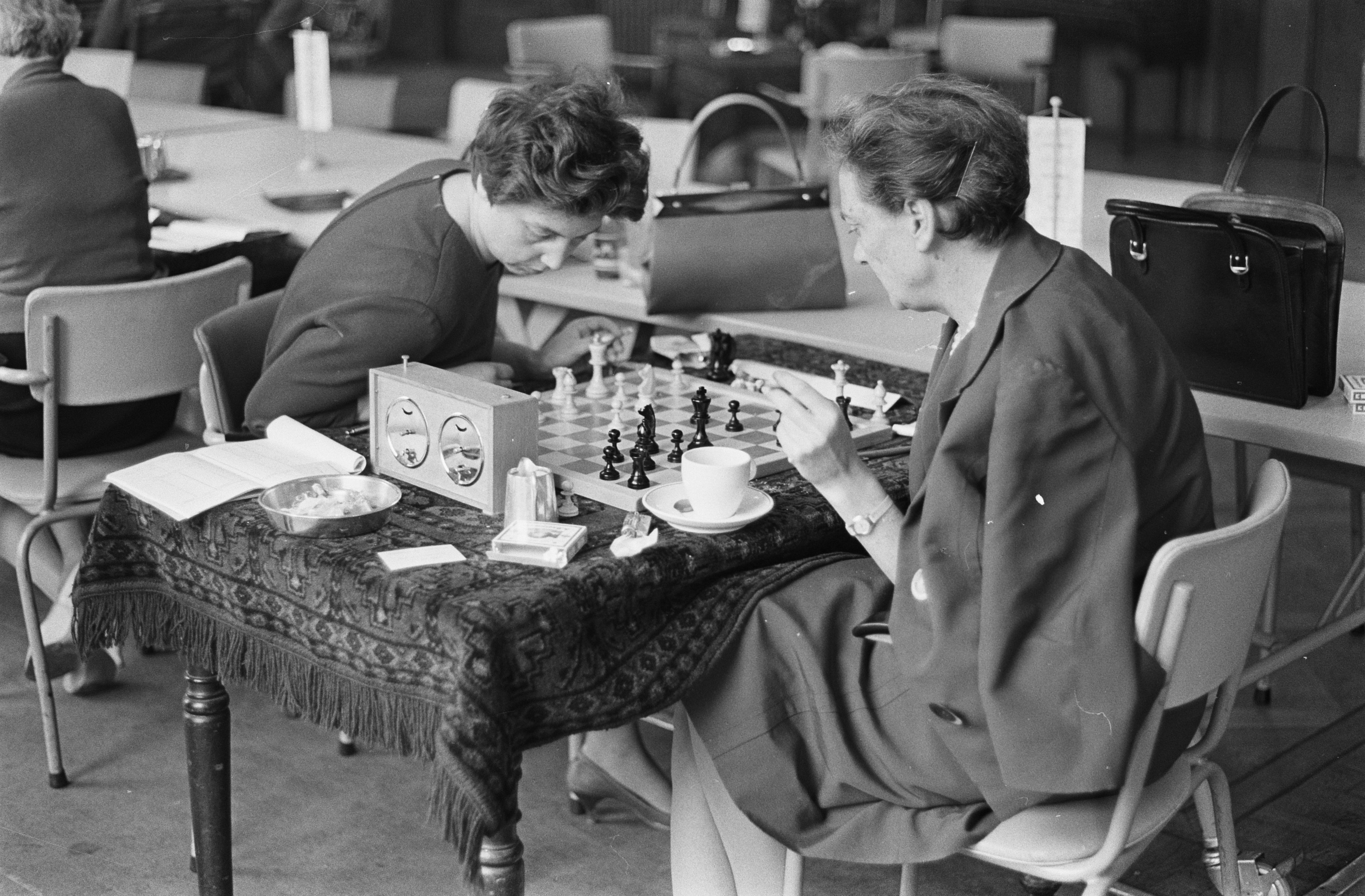
Vreeken vs. Benini (Amsterdam, 1962)

Clarice Benini (* 8. Januar 1905 in Florenz; † 8. September 1976 in Poggio a Vico, Rufina) war eine italienische Schachspielerin.
Clarice Benini war die Tochter des Schachliebhabers Giuseppe Benini (1854–1920), der 1911 am nationalen Turnier von Rom, einem Vorläufer der Italienischen Meisterschaft, teilnahm.
Benini spielte zweimal um die Schachweltmeisterschaft der Frauen. Sie erreichte 1937 in Stockholm den zweiten Platz hinter Weltmeisterin Vera Menchik und 1949/50 in Moskau den neunten Platz.
1938 und 1939 gewann sie die Italienische Meisterschaft der Frauen. Sie gewann internationale Damenturniere 1956 in Gardone und 1957 in Amsterdam; 1936 auf dem Semmering, 1953 in Abbazia und 1958 in Beverwijk wurde sie jeweils Zweite.
1950 erhielt sie vom Weltschachbund den Titel des Internationalen Meisters der Frauen (WIM).